# Raleigh Challenger
Il Raleigh Challenger è stato un torneo professionistico di tennis giocato su campi in terra verde. Faceva parte dell'ATP Challenger Series. Si giocava annualmente a Raleigh (Carolina del Nord) negli Stati Uniti.

## Albo d'oro

### Singolare
| Anno       | Campione        | Finalista          | Punteggio     |
| ---------- | --------------- | ------------------ | ------------- |
| 1978       | Mike Cahill     | Willem Prinsloo    | 6–3, 3–6, 7–6 |
| 1979       | John Sadri      | Charles Owens      | 6–7, 6–2, 7–5 |
| 1980- 1985 | Non disputato   | Non disputato      | Non disputato |
| 1986       | Jimmy Brown (1) | Mel Purcell        | 7–6, 6–3      |
| 1987       | Jimmy Brown (2) | Al Parker          | 1–6, 6–0, 6–1 |
| 1988       | Barry Moir      | Tobias Svantesson  | 6–1, 6–2      |
| 1989       | Jimmy Brown (3) | Martin Wostenholme | 6–4, 2–6, 6–4 |

### Doppio
| Anno       | Campioni                              | Finalisti                      | Punteggio     |
| ---------- | ------------------------------------- | ------------------------------ | ------------- |
| 1978       | Francisco González Christopher Sylvan | John Sadri Tom Csipkay         | 6–2, 3–6, 6–3 |
| 1979       | John Austin Billy Martin              | Chris Lewis Cliff Letcher      | 6–2, 7–5      |
| 1980- 1985 | Non disputato                         | Non disputato                  | Non disputato |
| 1986       | Rick Leach Jim Pugh                   | Mark Basham Ron Erskine        | 6–4, 6–3      |
| 1987       | Rill Baxter Mike De Palmer            | Brian Levine David Macpherson  | 7–5, 2–6, 6–4 |
| 1988       | David Macpherson Simon Youl           | John Sobel Phil Williamson     | 7–5, 7–5      |
| 1989       | Charles Beckman Luke Jensen           | Paul Haarhuis Denis Langaskens | 7–5, 6–4      |